# Casa de Borbón-Braganza
La Casa de Borbón-Braganza (en portugués: Casa de Bourbon-Bragança) fue una casa real de origen hispano-portugués que surgiría tras el matrimonio en 1785 entre el Infante Gabriel de Borbón, Hijo del Rey Carlos III de España y la Infanta Mariana Victoria Braganza de Portugal, hija del rey Pedro III de Portugal. Sus descendientes recibirían los ducados de Marchena, Dúrcal, Hernani y Ansola.

## Historia
Su hijo superviviente, el infante Pedro Carlos de España y Portugal (1786-1812), se crio en la corte portuguesa, primero en Lisboa y, después de 1807, en Río de Janeiro. Hasta 1793, fue el único nieto de la reina María I y, por tanto, considerado un potencial heredero del trono portugués. Al igual que su padre, también se casó con una infanta portuguesa, su prima hermana una vez destituyó a la infanta María Teresa de Portugal (1793-1874).
Tuvieron un hijo, el infante Sebastián de Portugal y España (1811-1875), infante de Portugal por edicto real (emitido en 1812), pero sólo se convirtió en infante español en 1824 por edicto real del rey Fernando VII de España, ya que solo era un descendiente lejano del rey Carlos III. Cuando la familia real portuguesa regresó a Europa, Sebastián se fue a vivir a España (1822); pero, debido a su apoyo al pretendiente carlista, regresó a Portugal (1865), donde el rey Luis I le brindó una cálida acogida.
Francisco María Isabel de Borbón y Braganza y Borbón, 1 duque de Marchena, (Madrid, 20 de agosto de 1861-París, 17 de noviembre de 1923) era el hijo primogénito del Infante Don Sebastián Gabriel de Borbón y Braganza.
En 1923 la línea masculina legítima de los Duques de Marchena se ha extinguido tras la muerte de Francisco y según La Pragmática Sanción de 1830, que abolió la "Ley Sálica" en la línea de sucesión de la casa real española, la línea se ha pasado primero a su hija María Cristina de Borbón-Braganza y Muguiro, II duquesa de Marchena, que nació en París el 27 de julio de 1889 y falleció en Londres el 3 de octubre de 1981 y después a su nieto Juan Jorge Walford y de Borbón-Braganza, (1912-1999) III Duque de Marchena y IV Duque de Ansola y después a su bisnieto Juan Jaime Walford y de Borbón-Braganza (n. 1941) IV Duque de Marchena 2000-2022 y su bisnieta María Cecilia Walford y de Borbón-Braganza (n. 1940) V y actual Duquesa de Marchena desde 2022 y V y actual Duquesa de Ánsola desde 1989.

## La Pragmática Sanción de 1830
La Pragmática Sanción de 1830 fue, como su nombre indica, una Pragmática Sanción aprobada por Fernando VII de España el 29 de marzo de 1830 que vino a promulgar la Pragmática de 1789, aprobada por las Cortes de aquel año a instancias del rey Carlos IV y que, por razones de política exterior, no había llegado a entrar en vigor. La Pragmática de 1789 anulaba el Auto acordado de 10 de mayo de 1713 de Felipe V que, excepto en casos muy extremos, imposibilitaba a las mujeres acceder al Trono, por lo que comúnmente es denominada «Ley Sálica» aunque técnicamente no lo fuera. La Pragmática Sanción de 1789 restablecía de este modo el sistema de sucesión tradicional de las Siete Partidas de Alfonso X de Castilla, según el cual las mujeres podían reinar si no tenían hermanos varones.